# Fashion (groupe)
Pour les articles homonymes, voir Fashion (homonymie).
Fashion (parfois stylisé Fàshiön ou Fashiøn) est un groupe de new wave britannique.
« Fàshiön Music » est fondé en 1978 à Birmingham par « Mulligán » (John Mulligan, synthétiseur et basse), « Dïk » (Dik Davis, batterie) et « Lûke » (Al James, chant et guitare). Ils signent chez I.R.S. Records l'année suivante et sortent leur premier album, Product Perfect.
Luke James quitte le groupe en 1980, et « De Harriss » (Dave Harris, chant et guitare) et Marlon Recchi (basse) le rejoignent. Le quatuor sort Fabrique, plus proche du courant Nouveaux Romantiques, en 1982. Harris quitte Fashion peu après, il sortira en 1984 l'album Identity du groupe Zee formé avec Rick Wright de Pink Floyd. Troy Tate (guitare et chant) et Alan Darby (chant) rejoignent le groupe, mais Tate en repart très vite et n'apparaît pas sur le dernier album du groupe, Twilight of Idols (1984).
Luke James, installé en Californie, a ressuscité le nom de Fashion en 2009 pour l'album Stairway to Nowhere.

## Albums
- 1979 : Product Perfect
- 1982 : Fabrique
- 1984 : Twilight of Idols
- 2009 : Stairway to Nowhere